# Nijōin no Sanuki
Nijōin no Sanuki (二条院讃岐, conosciuta anche come Nai Sanuki (内讃岐) o Chūgū Sanuki (中宮讃岐); 1141 – 1217) è stata una poeta giapponese waka del tardo periodo Heian e il primo periodo Kamakura.
È considerata una delle Trentasei poetesse immortali.
Figlia di Minamoto no Yorimasa, poeta e uno dei capi del clan Minamoto. Nijōin no Sanuki era la dama di compagnia dell'imperatore in pensione Nijō (Nijō-in), da cui deriva il suo nome.
Dopo la sua morte, lasciò la corte e sposò Fujiwara no Shigeyori, dalla quale ebbe tre figli: una figlia e due figli. Tornò in servizio nel 1290 con Kujō Ninshi (moglie dell'imperatore Go-Toba). Nel 1196, dopo che Ninshi perse la sua posizione a corte, divenne una monaca buddista.

## Poesia
Nijōin no Sanuki insieme a Gishūmonin no Tango (suo cugino) e Kojijū apparteneva alla cerchia dei poeti legati alla famiglia Kujō, inoltre partecipò a concorsi di poesia organizzati dall'ex imperatore Go-Toba. Settantatré delle sue opere furono incluse in antologie di poesia imperiali. Una delle sue poesie è stata selezionata anche per Ogura Hyakunin isshu.
(Hyakunin isshu 92)